# BAFTA Award för bästa animerade film
Lista över vinnare och nominerade av BAFTA Award för bästa animerade film.

## Vinnare och nominerade

### 2000-talet
| År          | Film                            | Mottagare                             | Ref   |
| ----------- | ------------------------------- | ------------------------------------- | ----- |
| 2006 (60:e) | Happy Feet                      | George Miller                         | [ 1 ] |
| 2006 (60:e) | Bilar                           | John Lasseter                         | [ 1 ] |
| 2006 (60:e) | Bortspolad                      | David Bowers och Sam Fell             | [ 1 ] |
| 2007 (61:a) | Råttatouille                    | Brad Bird                             | [ 2 ] |
| 2007 (61:a) | Shrek den tredje                | Chris Miller                          | [ 2 ] |
| 2007 (61:a) | The Simpsons: Filmen            | David Silverman                       | [ 2 ] |
| 2008 (62:a) | WALL-E                          | Andrew Stanton                        | [ 3 ] |
| 2008 (62:a) | Persepolis                      | Vincent Paronnaud och Marjane Satrapi | [ 3 ] |
| 2008 (62:a) | Waltz with Bashir               | Ari Folman                            | [ 3 ] |
| 2009 (63:e) | Upp                             | Pete Docter                           | [ 4 ] |
| 2009 (63:e) | Coraline och spegelns hemlighet | Henry Selick                          | [ 4 ] |
| 2009 (63:e) | Den fantastiska räven           | Wes Anderson                          | [ 4 ] |

### 2010-talet
| År          | Film                                    | Mottagare                                         | Ref    |
| ----------- | --------------------------------------- | ------------------------------------------------- | ------ |
| 2010 (64:e) | Toy Story 3                             | Lee Unkrich                                       | [ 5 ]  |
| 2010 (64:e) | Draktränaren                            | Dean DeBlois och Chris Sanders                    | [ 5 ]  |
| 2010 (64:e) | Dumma mej                               | Pierre Coffin och Chris Renaud                    | [ 5 ]  |
| 2011 (65:e) | Rango                                   | Gore Verbinski                                    | [ 6 ]  |
| 2011 (65:e) | Arthur och julklappsrushen              | Sarah Smith                                       | [ 6 ]  |
| 2011 (65:e) | Tintins äventyr: Enhörningens hemlighet | Steven Spielberg                                  | [ 6 ]  |
| 2012 (66:e) | Modig                                   | Mark Andrews och Brenda Chapman                   | [ 7 ]  |
| 2012 (66:e) | Frankenweenie                           | Tim Burton                                        | [ 7 ]  |
| 2012 (66:e) | ParaNorman                              | Chris Butler och Sam Fell                         | [ 7 ]  |
| 2013 (67:e) | Frost                                   | Chris Buck och Jennifer Lee                       | [ 8 ]  |
| 2013 (67:e) | Dumma mej 2                             | Pierre Coffin och Chris Renaud                    | [ 8 ]  |
| 2013 (67:e) | Monsters University                     | Dan Scanlon                                       | [ 8 ]  |
| 2014 (68:e) | Lego-filmen                             | Phil Lord och Christopher Miller                  | [ 9 ]  |
| 2014 (68:e) | Big Hero 6                              | Don Hall och Chris Williams                       | [ 9 ]  |
| 2014 (68:e) | The Boxtrolls                           | Graham Annable och Anthony Stacchi                | [ 9 ]  |
| 2015 (69:e) | Insidan ut                              | Pete Docter                                       | [ 10 ] |
| 2015 (69:e) | Fåret Shaun - Filmen                    | Mark Burton och Richard Starzak                   | [ 10 ] |
| 2015 (69:e) | Minioner                                | Kyle Balda och Pierre Coffin                      | [ 10 ] |
| 2016 (70:e) | Kubo och de två strängarna              | Travis Knight                                     | [ 11 ] |
| 2016 (70:e) | Hitta Doris                             | Andrew Stanton                                    | [ 11 ] |
| 2016 (70:e) | Vaiana                                  | Ron Clements och John Musker                      | [ 11 ] |
| 2016 (70:e) | Zootropolis                             | Byron Howard och Rich Moore                       | [ 11 ] |
| 2017 (71:a) | Coco                                    | Lee Unkrich och Darla K. Anderson                 | [ 12 ] |
| 2017 (71:a) | Loving Vincent                          | Dorota Kobiela, Hugh Welchman och Ivan Mactaggart | [ 12 ] |
| 2017 (71:a) | Mitt liv som Zucchini                   | Claude Barras och Max Karli                       | [ 12 ] |
| 2018 (72:a) | Spider-Man: Into the Spider-Verse       | Bob Persichetti, Peter Ramsey och Rodney Rothman  | [ 13 ] |
| 2018 (72:a) | Isle of Dogs                            | Wes Anderson och Jeremy Dawson                    | [ 13 ] |
| 2018 (72:a) | Superhjältarna 2                        | Brad Bird och John Walker                         | [ 13 ] |
| 2019 (73:e) | Klaus                                   | Sergio Pablos och Jinko Gotoh                     | [ 14 ] |
| 2019 (73:e) | Frost 2                                 | Chris Buck, Jennifer Lee och Peter Del Vecho      | [ 14 ] |
| 2019 (73:e) | Fåret Shaun – Farmageddon               | Will Becher, Richard Phelan och Paul Kewley       | [ 14 ] |
| 2019 (73:e) | Toy Story 4                             | Josh Cooley och Mark Nielsen                      | [ 14 ] |